# 케치외렌

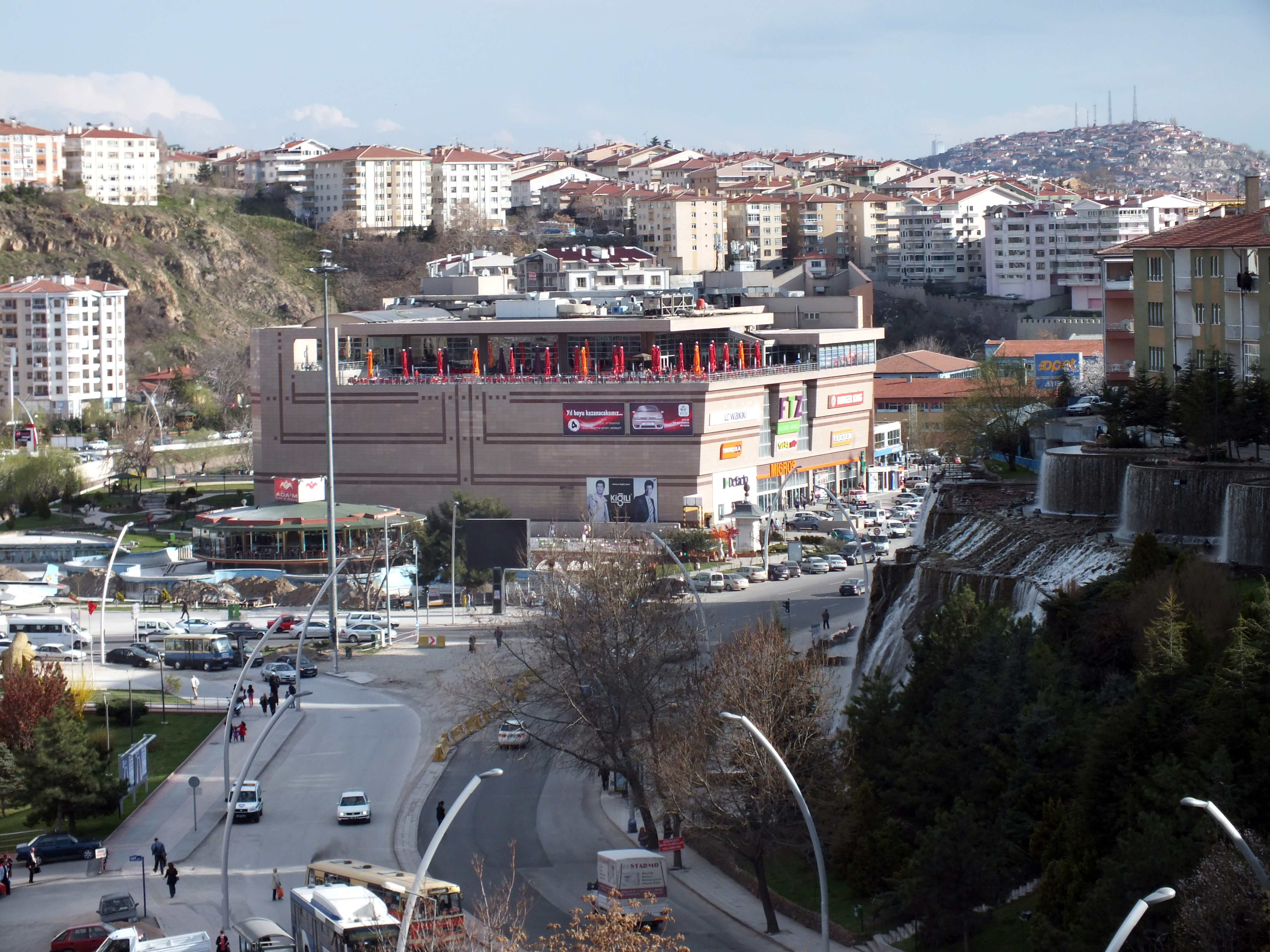
케치외렌

케치외렌(튀르키예어: Keçiören)은 터키 앙카라 주 앙카라 광역시의 자치구 중 하나로 중앙 아나톨리아 지역에 위치한다. 앙카라 광역시의 북쪽이다. 2010년 인구 조사에 따르면, 케치외렌의 인구는 817.262명이고, 면적은 190km2, 해발 고도는 약 850m이다. 추부크(Çubuk) 강이 케치외렌의 남쪽을 지난다.